# William Barr
William Pelham Barr (født 23. maj 1950 i New York City) er en amerikansk forretningsadvokat og republikansk politiker. Han var USA's justitsminister fra februar 2019 til 23. december 2020, udnævnt af præsident Donald Trump. Barr var også justitsminister under præsident George H.W. Bush fra november 1991 til januar 1993.

## Familie og arbejdsliv
Barr blev født i New York City i 1950. Hans far, Donald Barr, underviste i engelsk litteratur på Columbia University, før han blev rektor for Dalton School på Manhattan og senere Hackley School i Tarrytown, New York. Barrs mor, Mary Margaret (født Ahern), underviste også på Columbia. Barrs far var jøde og opvokset i jødedommen, men konverterede senere til kristendommen og blev medlem af den katolske kirke. Hans mor er af irsk afstamning. Barr blev opdraget som katolik. Barr er den anden af fire sønner, og hans yngre bror Stephen Barr er professor i fysik ved University of Delaware.
Han voksede op i Upper West Side på Manhattan. Han giftede sig i 1973 med Christine Moynihan. De har tre børn.
Barr har en bachelorgrad i offentlig politik fra Columbia University fra 1971, mastergrad i offentlig politik og sinologi fra samme universitet fra 1973 samt kandidatuddannelse i jura med Summa cum laude fra George Washington University fra 1977. Han var analytiker for etterretningstjenesten CIA 1973–1977, assistent for dommer Malcolm Wilkey ved U.S. Court of Appeals for the District of Columbia Circuit 1977–1978 og advokat i advokatfirmaet Shaw, Pittman, Potts & Trowbridge LLP 1978–1989, med undtagelse af tiden som indenrigspolitisk rådgiver i præsident Ronald Reagans stab 1982–1983.

## USA's justitsminister 1991–1993
I 1989 blev han udnævnt til assisterende justitsminister (administrativ leder) i justitsministeriet under præsident George H.W. Bush, og fik efter sigende anerkendelse for sin professionelle ledelse af administrationen. Barr blev forfremmet til vicejustitsminister i 1990, og etterfulgte Dick Thornburgh som justitsminister i 1991. Thornburgh trak sig tilbage for at stille til Senatet, og Barr blev konstitueret justitsminister. Barrs håndtering af en gidselsituation i et føderalt fængsel skal have imponeret præsidenten, som nominerede ham til justitsminister og fik Senatets godkendelse nogle uger senere.
Som justitsminister var Barr en stærk tilhænger af vide fuldmagter til præsidenten, og forsvarede USA's invasion af Panama og arrestationen af Manuel Noriega, og fastholdt at FBI kunne operere på udenlandsk territorium uden samtykke fra værtslandet for at arrestere mistænkte terrorister og narkotikasmuglere. Barr blev beskrevet som en konsekvent, konservativ politiker, og som elskværdigt med en tør og selvironisk humor. Han arbejdede særligt med bekæmpelse af voldskriminalitet, regulering af finansinstitutioner, borgerrettigheder og antitrustlovgivning.
Barr gik af sammen med resten af Bushs regeringsapparat i 1993, efter at Bush havde tabt til Bill Clinton ved præsidentvalget.

## Tilbage til erhvervslivet
Efter tiden som justitsminister havde han topstillinger i erhvervslivet i over 14 år. Han var administrerende vicedirektør og juridisk rådgiver i GTE Corporation fra 1994 til selskabet fusionerede med Bell Atlantic og dannede telekommunikationsselskabet Verizon Communications i 2000. Barr ledte blandt andet et vellykket arbejde for at deregulere branchen, og førte selv flere sager for føderale appeldomstole og USA's højesteret. Han var administrerende vicedirektør i Verizon 2000–2008, derefter advokat i advokatfirmaet Kirkland & Ellis LLP i Washington, D.C. og fritstående konsulent.
Barr var bestyrelsesmedlem i mediekoncernen Time Warner fra 2009 til 2018.

## USA's justitsminister 2019-2020
Barr blev i december 2018 nomineret af præsident Donald Trump som ny justitsminister. Barr markerede sig som en entusiastisk støtte for præsident Donald Trump, og mente at Barrack Omamas sundhedsreform, "Affordable Care Act", var i strid med forfatningen. Barr markerede sig også da specialefterforsker Robert Mueller fremlagde sin rapport, og offentliggjorde på forhånd et kort memo som tog lidt af brodden af de mere alvorlige punkter i rapporten. Donald Trump tabte over 50 retssager om påstået valgfusk efter at han tabte præsidentvalget i 2020, og Barr udtalte offentligt at det ikke forekom valgfusk af et sådan omfang at valget kunne have fået et andet resultat.
15. december 2020 blev det offentliggjort at Barr ville fratræde sin stilling 23. december, mindre end en måned før han ellers måtte have stoppet fordi Trumps præsidentperiode var forbi.
I sin memoirer udgivet i 2022 fremstiller Barr sig som et bolværk mod Trump.